# Wikislovar
Wikislovar (angleško Wiktionary) je sorodni projekt Wikipedije. Wikislovar je prosti večjezični slovar z definicijami, izvorom besed, naglaševanjem in navedki. 
Angleško poglavje je začelo nastajati 12. decembra 2002 in je imelo avgusta 2006 že več kot 160.000 vnosov. Slovensko poglavje je bilo začeto 22. novembra 2004 in ima trenutno (2011) preko 7.100 vnosov.
Wikislovar je namenjen:
- razlagi besed, kratic
- lahko ga uporabimo kot tezaver (slovar sopomenk)
- lahko navedemo prevode besed v druge jezike
- lahko navedemo anagrame in rime besed

Pomembna razlika med Wikislovarjem in Wikipedijo je, da je večina vnosov zapisana z malo začetnico, oziroma sta uran ter Uran različna članka.